# Parti Innovation et Unité
Le Parti Innovation et Unité social-démocrate (en espagnol : Partido Innovación y Unidad Social Demócrata ; PINU-SD) est un parti politique hondurien de centre-gauche, fondé en avril 1970. 

## Histoire

### Genèse
Fondé en avril 1970 par le Dr Miguel Andonie Fernández, un homme d'affaires, pharmacien et chimiste hondurien d'origine palestinienne, le parti naît d'abord en tant qu'alternative aux deux partis de droite sous le régime militaire. Le Parti national avec sa position plus conservatrice et le Parti libéral avec une position de centre droit orientée vers le libéralisme économique. Cependant, en raison de l'opposition manifestée par les partisans d'un bipartisme, ce n'est que le 4 décembre 1978 que leur demande de s'établir en tant que parti politique est acceptée, ce qui rompt avec le bipartisme traditionnel au Honduras.

## Idéologie
Le parti se définit comme social-démocrate et de centre gauche. Historiquement, il était le seul parti de gauche légal au Honduras et la seule option socialiste lors des élections jusqu'à l'arrivée de l'Unification démocratique et du Parti Liberté et Refondation. 
De manière générale, il a défendu les droits du travail et des enfants et a proposé de développer une démocratie non seulement politique, mais aussi économique et sociale dans laquelle l'exploitation économique et la marginalisation sociale seraient éradiquées.